# Wilbur Shaw

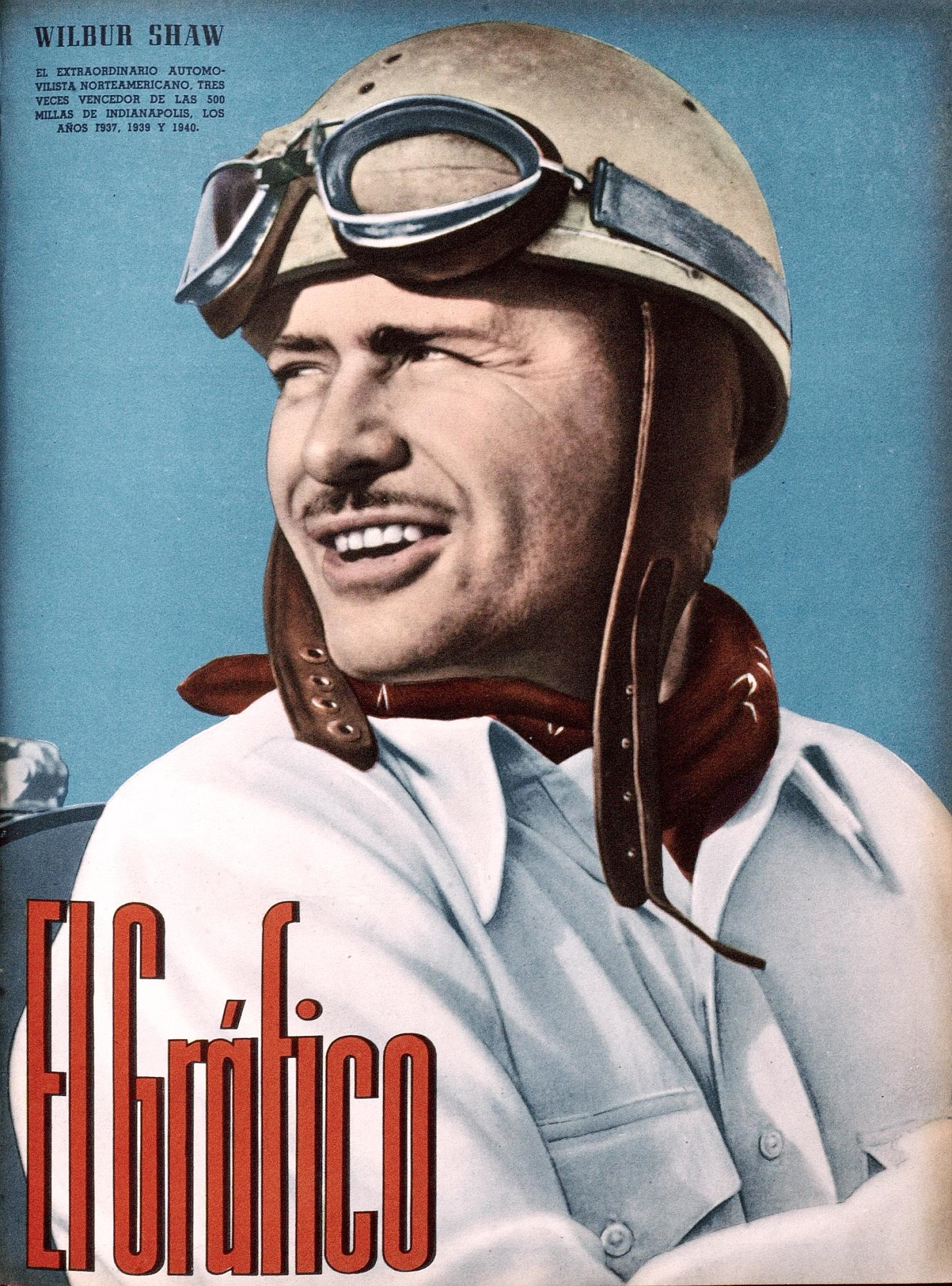
Wilbur Shaw

Warren Wilbur Shaw (Shelbyville (Indiana), 31 oktober 1902 - Decatur (Indiana), 30 oktober 1954) was een Amerikaans autocoureur. Hij is drievoudig winnaar van de Indianapolis 500.

## Carrière
Shaw was na Louis Meyer de tweede autocoureur die de Indianapolis 500 drie keer won en de eerste rijder die twee overwinningen op rij behaalde. Hij won de race in 1937, 1939 en 1940 en werd ook drie keer tweede, in 1933, 1935 en 1938. Hij reed in totaal dertien keer de Indy 500, de laatste keer in 1941. Tussen 1942 en 1945 werd er niet geracet wegens de Tweede Wereldoorlog. Tijdens de oorlog was de Indianapolis Motor Speedway in verval geraakt en de eigenaar, Amerikaans autocoureur en gevechtspiloot Edward Rickenbacker wilde het circuit sluiten. Shaw ging dan op zoek naar mensen om het circuit te redden en vond zakenman Tony Hulman bereid om het circuit te redden. Shaw werd in 1945 aangesteld als president van de speedway en bleef dat tot aan zijn dood. De dag voor zijn 52ste verjaardag kwam hij om het leven tijdens een vliegtuigongeluk. In 1991 werd hij postuum opgenomen als lid van de International Motorsports Hall of Fame.